# Maasa Sudō
Maasa Sudō (須藤 茉麻?, Sudō Maasa; Tokyo, 3 luglio 1992) è una cantante giapponese.

## Carriera
La sua carriera comincia nel 2002 quando passa le audizioni per entrare nell'Hello! Project Kids, un gruppo musicale di adolescenti formato dalla Hello! Project.
Nel 2004 è entrata a far parte del gruppo Berryz Kobo, di cui tuttora fa parte.
Dal 2003 al 2015 è stata anche membro delle ZYX.